# Rimella gracilis
Rimella gracilis is een slakkensoort uit de familie van de Rostellariidae. De wetenschappelijke naam van de soort is voor het eerst geldig gepubliceerd in 1996 door Ma & Zhang.